# Synagogenrat (Baden)
Der Synagogenrat in Baden wurde durch eine landesherrliche Verordnung 1833 geschaffen, um die Verwaltung der inneren Angelegenheiten der jüdischen Gemeinden zu regeln.
Der Synagogenrat war zuständig für die Verwaltung des Armenwesens, der örtlichen Stiftungen, die Aufbringung der Mittel für die Gemeindebedürfnisse, die Anstellung der von der Gemeinde Beschäftigten (Vorbeter, Religionslehrer, Schochet), die Handhabung der Synagogenordnung sowie den Vollzug der Anordnungen übergeordneter Behörden.

## Zusammensetzung
Der Synagogenrat bestand je nach Größe der jüdischen Gemeinde aus drei bis sieben Mitgliedern, die von den selbständigen, d. h. die einem Haushalt vorstehenden, Gemeindemitgliedern durch relative Stimmenmehrheit gewählt wurden. Wahlleiter waren die Bürgermeister des jeweiligen Ortes oder von ihm ernannte Urkundsbeamte. Diese Regelung wurde 1884 abgeschafft. Die Bestätigung der Gewählten erfolgte durch das Bezirksamt im Einverständnis mit der Bezirkssynagoge. Die Verordnung legte fest, dass jeder Gewählte die Wahl annehmen musste und das Amt ehrenamtlich zu versehen hatte. Weiter heißt es, dass einer der Synagogenräte vom Bezirksamt nach Anhörung der Bezirkssynagoge zum Vorsteher ernannt wurde. Die Amtszeit der Synagogenräte dauerte sechs Jahre, wobei sich alle drei Jahre der Synagogenrat zur Hälfte erneuerte. Der örtliche Rabbiner musste zur Beratung von Religionsangelegenheiten hinzugezogen werden und führte dann den Vorsitz. 